# Pullover United
Pullover United (Engels: Puddlemere United) is een zwerkbalclub uit de Harry Potterboeken. Albus Perkamentus is fan van Pullover United. Olivier Plank, de oude aanvoerder van Harry's zwerkbalteam, tekent in 1994 een contract bij Pullover United. Hij gaat dan in de reserveploeg spelen. De gewaden van Pullover zijn marineblauw met twee gekruiste breinaalden. Uit welke plaats ze komen is onbekend. Pullover is opgericht in 1163. Het is het oudste team van de zogenaamde ProfLiga. Pullover heeft 22 keer de ProfLiga gewonnen en twee keer de EuropaCup.
Het clublied luidt: 'Sla die Beuker terug jongens en gooi de Slurk' gezongen door zangeres Celine Malevaria. De opbrengst ging naar het St. Holisto.